# 우진산전 아폴로
우진산전 아폴로(영어: Woojin Apollo)는 우진산전의 플러그인식 전기 저상버스 차량이다.
대구광역시 북구 산격2동 엑스코에서 2017년 11월 23일에 열린 대구 국제미래차 엑스포(DIFA)를 통해 처음으로 공개됐으며, 
충청북도 청주시 흥덕구 옥산면 남촌리에 있는 오창공장에서 생산한다.

## 세부 정보

### 아폴로 1200
전장 12m LHD급 코치형 전기버스 모델이다. 2023년 10월에 출시했으며, 중국 안카이 자동차의 A9 코치의 반조립 차체 기반에 우진산전의 전기 파워트레인을 탑재했다.
아래는 현재 아폴로 1200 차종을 보유하고 있는 업체 목록이다.
- 인천광역시 : 인천교통공사
- 경기도 : 삼성SDI 통근 셔틀버스
- 경상남도 : 경남고속뉴부산관광, 푸른교통
- 전라남도 : 국립목포대학교 스쿨버스

### 아폴로 1100
11m급 초저상 전기버스 모델이다. 2018년 1월에 서울시립과학관 셔틀버스로 최초로 운행을 시작했으며, 동년 10월에 대전광역시에서 진행한 전기버스 사업의 일환으로 경익운수에서 영업용으로 최초로 출고하여 본격적인 판매를 시작했다.
- 대구교통공사 3000호대 전동차로 우진산전과 인연이 있는 곳이자 첫 공개지인 대구광역시에서는 최초 도입 업체인 동명교통, 2번째 도입 업체인 신흥버스에 인도되어 2019년 3월부터 각각 730번과 503번에 운행을 시작했다.
- 2020년 4월에 경신교통과 영진교통이 아폴로 1100을 각각 3대씩 첫 도입해 523번에 투입했으며, 2020년 5월 7일엔 우주교통도 5대를 인도받아 750번과 937번에 투입했다.
- 세왕교통도 5월 16일부터 240번에 투입했다.
- 우진산전의 본거지인 충청북도에서는 영동군,  음성군, 제천시, 진천군, 청주시 등지에서 도입했다.
- 2021년 12월 14일에 수원여객에서 7대를 출고해 92-1번 노선에 전부 투입했다. (이후 20번으로 7대 이동 후 다시 원복했고, 20번에서 운행했던 용남고속 출신 아폴로 6대가 92-1번으로 이동하면서 현재 13대가 되었다.)
- 2023년 5월 2일에 아폴로 1100의 양문형 차종의 공개가 이루어졌다. 차체 중앙의 문이 양쪽에 있는 것이 특징으로 중앙버스전용차로가 있는 지역을 겨냥해서 만들어졌다고 한다. 이 경우 도로 중앙에 정류장이 하나만 있어도 승차가 가능하다. 그로 인해 좌석이 줄었으나 입석 승객을 더 태울 수 있다. 완충시 300km 이상을 주행하며 삼성SDI의 배터리를 사용한다고 한다.
- 제작 날짜 2023년 6월식부터는 비상등과 방향지시등을 측면 사이드램프와 연동되어 같이 점등되도록 변경되었다.
- 2024년식부터는 모델명 폰트디자인이 바뀌고 외부도어 비상밸브의 모양이나 앞문이 글라이딩도어에서 폴딩도어로 변경되었으며, 아울러 후면부가 약간 변경되었다.
- 2025년 상반기에는 수소버스 사양인 아폴로 1100 H2를 출시할 예정이다.

#### 제원
- 전폭 : 2,495mm
- 전고 : 3,400mm
- 전장 : 10,975mm
- 승차정원 : 49명
- 공차중량 : 12,700kg
- 배터리 최대용량 : 204mAh
- 최고속도 : 83km
- 서스펜션 (전/후) : 리지드 엑슬 에어서스펜션/와이드 엑슬 에어서스펜션
- 구동 형식 : 전기모터 후륜구동
- 연료 : 전기 (리튬 이온 배터리)
- 엔진 형식 : 전기모터
- 정격 전압 : DC 650V
- 최고 출력 : 160/3,500마력
- 최고 토크 : 2500kg.m

아래는 현재 아폴로 1100 차종을 보유하고 있는 업체 목록이다.
- 서울특별시 : 서울시립과학관 셔틀버스, 한남여객운수, 동성교통, 양천운수, 대진여객, 군포교통, 범일운수, 대원여객, 메트로버스, 북부운수, 서울버스, 보성운수, 대원교통, 세풍운수, 중부운수, 선진운수, 서울교통네트웍
- 부산광역시 : 신한여객, 동남여객, 유한여객, 일신여객, 성원여객, 세진여객, 화신여객, 김해국제공항 아시아나항공 램프버스
- 대구광역시 : 경북교통, 동명교통, 신흥버스, 경신교통, 영진교통, 우주교통, 세왕교통, 대명교통, 신진자동차
- 대전광역시 : 경익운수
- 충청남도 : 경익버스
- 충청북도 : 동양교통, 동일운수, 우진교통, 음성교통, 제천교통, 제천운수, 진천여객, 청신운수, 청주교통, 한성운수, 동일버스
- 경상남도 : 동부교통, 가야IBS, (주)세원, 서흥여객
- 경기도 : 서울여객, 수원여객, 성우운수, 평안운수, 경기여객, 경기운수, 경기버스, 대양운수, 소신여객
- 세종특별자치시 : 세종교통
- 전라남도 : 광양교통, 담양군 시티투어버스
- 강원특별자치도 : 정선군청 공영 농어촌 버스
- 전북특별자치도 : 군산여객, 익산여객
- 제주특별자치도 : 제주여객, 삼영교통, 삼화여객, 제주국제공항 아시아나항공 램프버스, 서귀포운수
- 인천광역시 : 영종운수

### 아폴로 900
9m급 중형저상 전기버스 모델이다. 2021년에 출시되었다. 초창기부터 수동 리프트가 기본이며 앞쪽 글라이딩 도어의 문짝이 1개이다. 아폴로 900은 대우 BS110의 차대를 기반으로 제작된 아폴로 1100의 전장을 줄인 모델이기 때문에 이 차량도 일부 부품을 자일대우버스와 공유한다. 실내는 다른 버스와 달리 창문이 반쪽만 열린다. 2022년형은 엔진룸 뚜껑 부분에 방열구가 없어지고 천장 전고를 낮춤과 동시에 슬림하게 변경했다. 그리고 후면의 WOOJIN 로고 위치가 변경됐다.
한때 아폴로 1100과 달리 배터리 용량, 1회 충전 시 주행거리가 늘지 않아 심각한 판매부진을 겪었다.
2023년식부터는 깜박이등과 방향지시등을 측면 사이드램프와 연동되어 같이 점등되도록 변경되었다. 
2024년 3월 세계 전기자동차 학술대회에서 배터리 용량을 267kWh로 증대한 V2.0 모델이 공개되었다. 배터리는 LG에너지솔루션셀을 이용한 나노인텍에서 생산하며 전기모터는 대한민국 회사 하이젠RNM의 것을 사용한다. 1회 충전 시 주행거리는 374km로 한국 생산 중형 전기버스 중에서는 2번째로 주행거리가 길다. 또한 배터리 개선과 동시에 실내 구조개선을 통해 수용 인원이 더 늘어났으며, 앞문이 기존 글라이딩 도어에서 폴딩도어로 변경되었다. 
2025년 상반기에는 수소버스 사양인 아폴로 900 H2를 출시할 예정이다.
아래는 현재 아폴로 900 차종을 보유하고 있는 업체 목록이다.
- 대전광역시 : 대전운수 (OLEV/무선충전식)
- 부산광역시 : 남부여객
- 서울특별시 : 한남여객운수, 미봉운수, 범일운수, 청화운수, 선흥상운
- 세종특별자치시 : 세종도시교통공사
- 경상남도 : 산청교통, 수려한합천버스, 하동버스, 영신버스
- 경기도 : 대양운수, 신일여객, 평촌교통, 송탄여객, 만안교통, 호계운수, 학운교통, 성우운수, 과천운수, 성우교통
- 전라남도 : 광양교통
- 제주특별자치도 : 제주시 공영버스

### 아폴로 750
7.5m급 준중형 전기버스 모델이다. 출시는 무산되었다.

### 아폴로 700
7m급 준중형 전기버스 모델이다.

## 갤러리

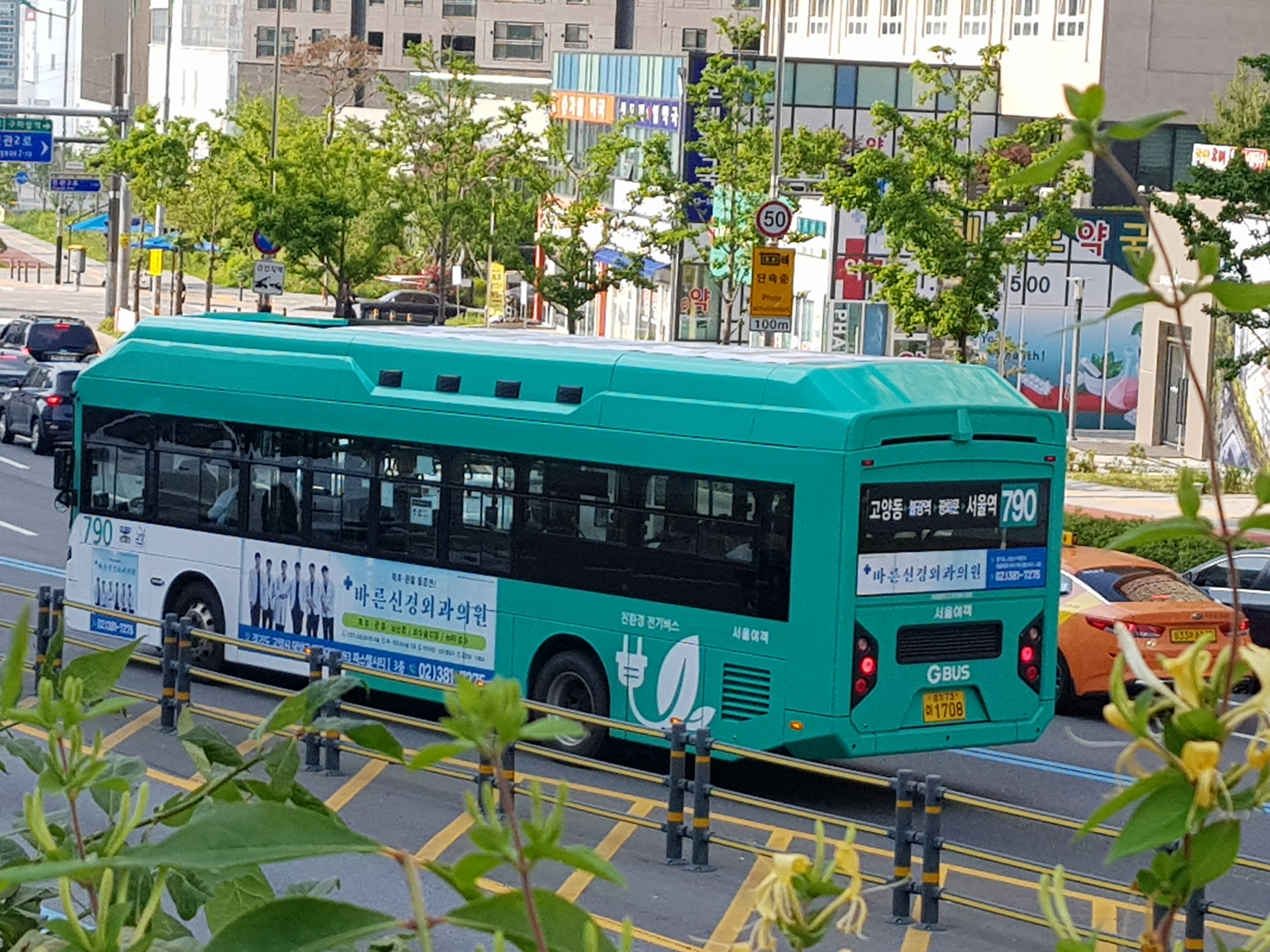
고양시내버스 790번에서 운행중인 모습
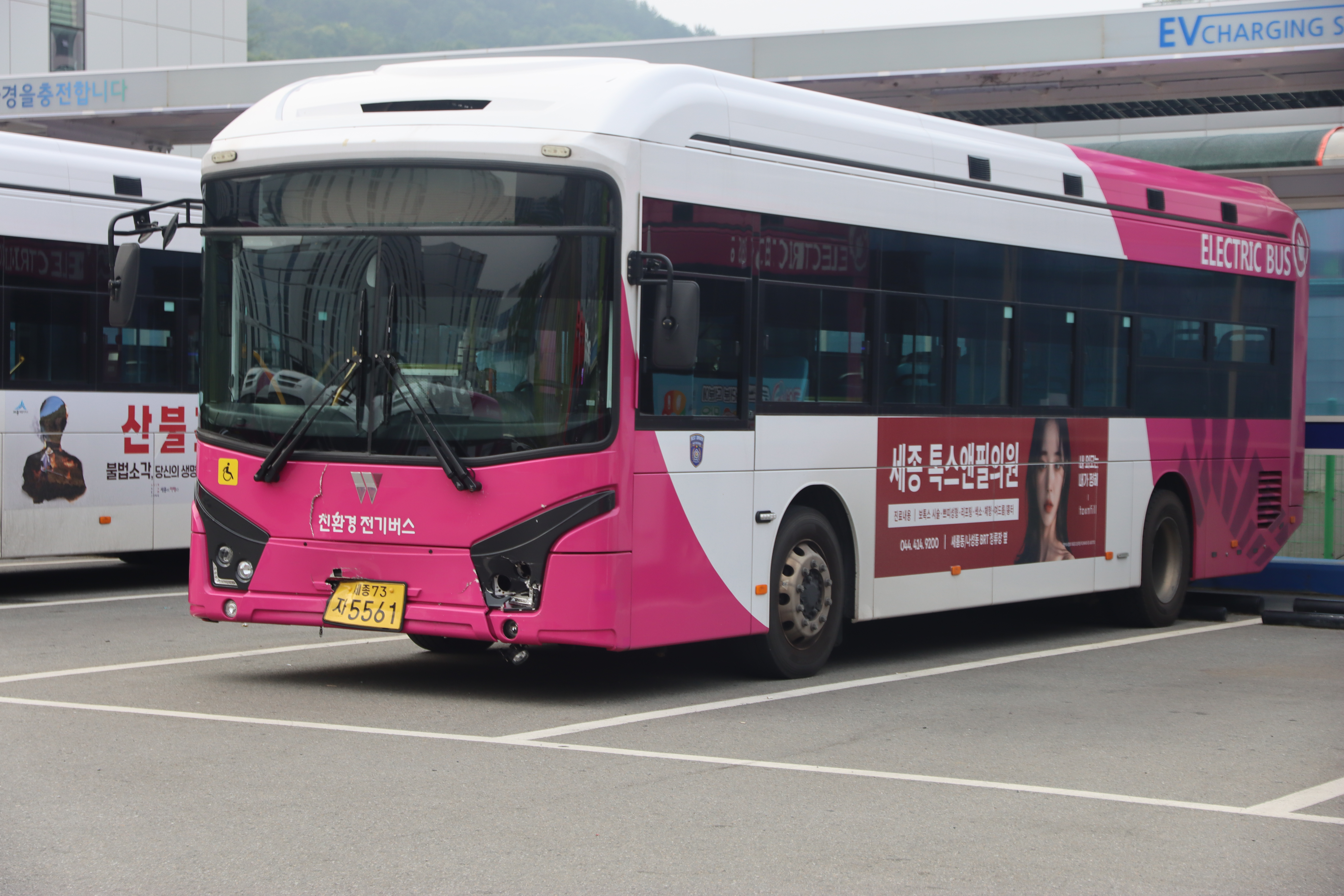
세종시내버스로 운행중인 모습
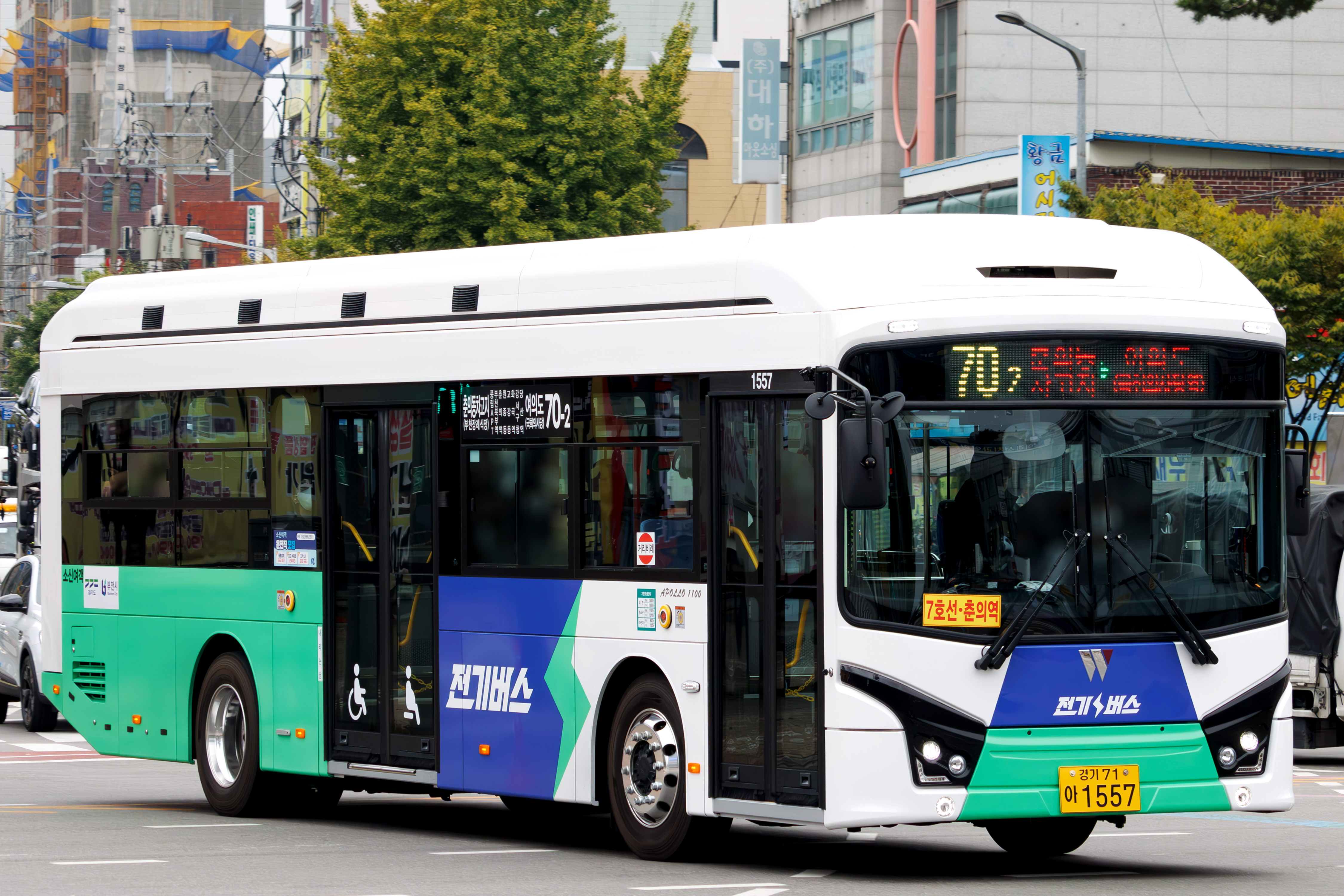
부천시내버스 70-2번에서 운행중인 모습